# Кукушкина, Клавдия Петровна
Клавдия Петровна Кукушкина (1 октября 1922, Коломенский район — 5 ноября 2005) — овощевод совхоза «Севастопольский» Балаклавского района Севастополя. Герой Социалистического Труда. Депутат Севастопольского городского Совета депутатов трудящихся. Член КПСС (1959—1991).

## Биография
Родилась 1 октября 1922 года в селе Уварово Коломенского района Московской области. По национальности русская.
Имела неполное среднее образование. В 1938 году устроилась оспопрививальщицей в Коломенский райздравотдел Государственной санитарной инспекции. С 1941 года работала в колхозах Московской области.
По организационному набору в 1952 году отправилась в Крым. В начале работала овощеводом совхоза «Севастопольский» (центральная усадьба — в посёлке Сахарная Головка). В 1957 году стала овощеводом теплично-парникового хозяйства данного совхоза.
Для повышения ответственности работников теплиц добилась оплаты в зависимости от урожайности для дежурных, кочегаров и теплотехников. В 1969 году теплицы принесли урожай в 33 килограмма квадратного метра при плане в 21,5 килограмм. Указом Президиума Верховного Совета СССР от 8 апреля 1971 года «За выдающиеся успехи, достигнутые в развитии сельскохозяйственного производства и в выполнении пятилетнего плана продажи государству продуктов земледелия и животноводства» Клавдии Кукушкиной было присвоено звание Героя Социалистического Труда с вручением ордена Ленина и золотой медали «Серп и Молот».
В 1974 году Кукушкина побила свой рекорд — собрав 42 килограмма овощей с квадратного метра. Выполнила задание десятой пятилетки за 3,5 года. На пенсию вышла в 1977 году, но до 1988 года оставалась работать в совхозе.
Являлась депутатом Севастопольского городского Совета депутатов трудящихся. С 1959 года состояла в КПСС. Член Крымского областного комитета профсоюза работников сельского хозяйства.
Проживала в Штурмовом Балаклавского района Севастополя.
Скончалась 5 ноября 2005 года. Похоронена на аллее Героев кладбища «Кальфа» в Севастополе.

Могила Кукушкиной на кладбище «Кальфа» в Севастополе.

## Награды и звания
- Герой Социалистического Труда (8 апреля 1971)
- Орден Ленина (8 апреля 1971)
- Медаль «Серп и Молот» (8 апреля 1971)
- Медаль «За трудовую доблесть» (17 января 1948)
- Медаль «За трудовую доблесть» (26 февраля 1958)
- Бронзовая медаль ВДНХ СССР (1967)